# Похожаев, Станислав Иванович
Станисла́в Ива́нович Похожа́ев (24 августа 1935, село Усть-Кяхта, Кяхтинский район, Бурят-Монгольская АССР — 30 января 2014, Москва) — советский и российский математик.

## Биография
Родился 24 августа 1935 года. Отец — Иван Стефанович, инженер водного транспорта, работал в это время на реке Селенга. Мать — Татьяна Валентинова, фармацевт; дед по материнской линии был профессором математики Московского университета.
В 1958 году окончил Московский физико-технический институт. В этом же году была опубликована первая, ещё студенческая работа Похожаева по сверхзвуковым газовым струям, выполненная под руководством Г. Г. Черного. Поступил по окончании вуза в аспирантуру МФТИ по специальности математика, научный руководитель Л. В. Овсянников. После организации Сибирского отделения АН СССР вместе с научным руководителем переехал в Новосибирск. В 1961 году защитил кандидатскую диссертацию на тему «Исследование краевой задачи для уравнения ∆u = u2».
В 1963 году возвратился в Москву и начал преподавать в Московском энергетическом институте (с 1971 года — профессор), с 1987 года — в Математическом институте имени Стеклова, главный научный сотрудник отдела теории функций. Доктор физико-математических наук (1970, тема диссертации «О некоторых нелинейных уравнениях»).
С 26 декабря 1984 года — член-корреспондент АН СССР по Отделению математики.
Основные труды в области анализа: нелинейные уравнения в частных производных, нелинейный функциональный анализ, теория катастроф для нелинейных процессов. Широко известно тождество Похожаева, являющееся вариантом теоремы о вириале в теории нелинейных дифференциальных уравнений в частных производных. По данным электронной базы данных «Zentralblatt MATH», С. И. Похожаевым опубликовано 158 научных печатных работ, в том числе 7 книг.
С. И. Похожаев был блестящим лектором. Профессор МЭИ В. Е. Хроматов, который, будучи студентом, слушал лекции Похожаева по высшей математике, вспоминал: «Математическая строгость Станислава Ивановича удивительным образом сочеталась с доброжелательностью ко всем студентам».
Кавалер Ордена Дружбы народов.

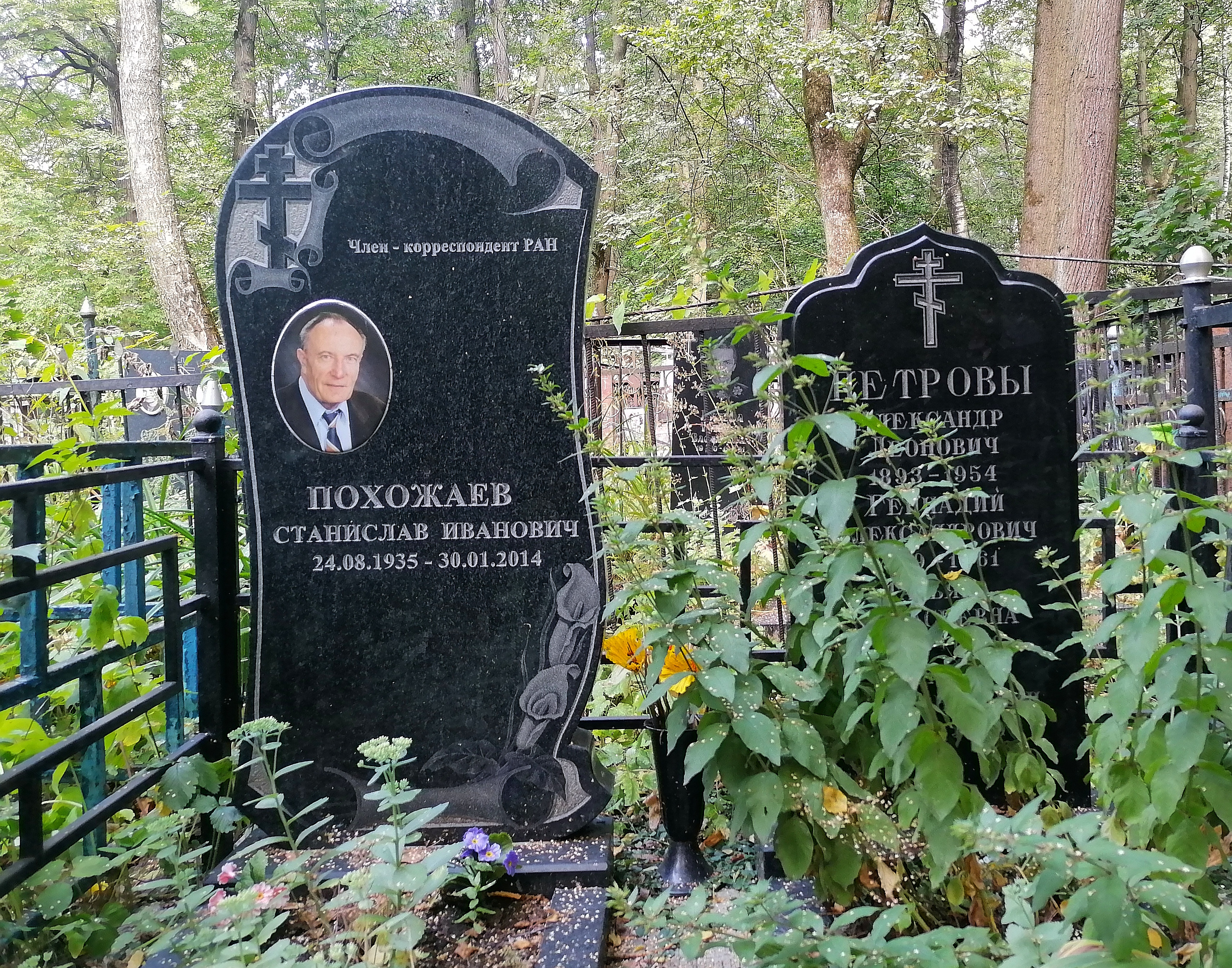
Могила на Кунцевском кладбище

Скончался 30 января 2014 года. Похоронен на Кунцевском кладбище (3 уч.).

## Публикации

### Отдельные издания
- Kuzin I. A., Pohozaev S. I.  Entire solutions of semilinear elliptic equations. — Basel: Birkhäuser, 1997. — vi + 250 p. — (Progress in Nonlinear Differential Equations and their Applications. Vol. 33). — ISBN 3-7643-5323-6.
- Митидиери Э., Похожаев С. И.  Априорные оценки и отсутствие решений нелинейных уравнений и неравенств в частных производных. — М.: Наука, 2001. — 383 с. — (Труды Матем. ин-та им. В. А. Стеклова. Т. 234). — ISBN 5-02-002723-5.
- Pikulin V. P., Pohozaev S. I.  Equations in mathematical physics. A practical course. — Basel: Birkhäuser, 2012. — viii + 207 p. — (Modern Birkhäuser Classics). — ISBN 978-1-4822-5172-2.
- Galaktionov V. A., Mitidieri E. L., Pohozaev S. I.  Blow-up for higher-order parabolic, hyperbolic, dispersion and Schrödinger equations. — Boca Raton, Florida: CRC Press, 2015. — xxvi + 543 p. — ISBN 978-1-4822-5172-2.

### Статьи
- Похожаев С. И.  О задаче Дирихле для уравнения {\displaystyle \Delta u=u^{2}} // Доклады АН СССР. — 1960. — Т. 134, № 4. — С. 769—772.
- Похожаев С. И.  О собственных функциях уравнения {\displaystyle \Delta u+\lambda f(u)=0} // Доклады АН СССР. — 1965. — Т. 165, № 1. — С. 36—39.
- Похожаев С. И.  О нелинейных операторах, имеющих слабо замкнутую область значений, и квазилинейных эллиптических уравнениях // Матем. сб. — 1969. — Т. 78 (20), № 2. — С. 237—259.
- Похожаев С. И.  Законы сохранения и априорные оценки для некоторых нелинейных параболических уравнений // Дифференциальные уравнения. — 1970. — Т. 6. — С. 129—136.
- Похожаев С. И.  О квазилинейных эллиптических уравнениях высокого порядка // Дифференциальные уравнения. — 1981. — Т. 17, вып. 1. — С. 115—128.
- Похожаев С. И.  Об эллиптических задачах в {\displaystyle \mathbb {R} ^{N}} с суперкритическим показателем нелинейности // Матем. сб. — 1991. — Т. 182, № 4. — С. 467—489.
- Похожаев С. И.  О многомерных скалярных законах сохранения // Матем. сб. — 2003. — Т. 194, № 1. — С. 147—160.
- Похожаев С. И.  О стационарных решениях уравнений Власова — Пуассона // Дифференциальные уравнения. — 2010. — Т. 46, вып. 4. — С. 527—534.
- Похожаев С. И.  Об отсутствии глобальных решений задачи Коши для уравнения Кортевега — де Фриза // Функциональный анализ и его приложения. — 2012. — Т. 46, вып. 4. — С. 51—60.
- Похожаев С. И.  Отсутствие глобальных решений нелинейных эволюционных уравнений // Дифференциальные уравнения. — 2013. — Т. 49, вып. 5. — С. 625—632.